# Élection présidentielle malawite de 2014
L'élection présidentielle malawite de 2014 se déroule le 20 mai 2014 en même temps que les élections de son parlement ainsi que, pour la première fois, les municipales. 
Le scrutin donne lieu à une alternance, la présidente sortante Joyce Banda, du Parti populaire, arrivant en troisième place derrière le candidat du Parti démocrate-progressiste, Peter Mutharika.

## Mode de scrutin
Le président du malawi est élu au scrutin majoritaire uninominal à un tour pour un mandat de cinq ans.

## Résultats
| Candidats et colistiers  | Candidats et colistiers           | Partis                   | Voix      | %     |
| ------------------------ | --------------------------------- | ------------------------ | --------- | ----- |
|                          | Peter Mutharika Saulos Chilima    | DPP                      | 1 904 399 | 36,42 |
|                          | Lazarus Chakwera Richard Msowoya  | MCP                      | 1 455 880 | 27,84 |
|                          | Joyce Banda Sosten Gwengwe        | PP                       | 1 056 236 | 20,20 |
|                          | Atupele Muluzi Godfrey Chapola    | UDF                      | 717 224   | 13,72 |
|                          | Kamuzu Chibambo White Scander     | PTP                      | 19 360    | 0,37  |
|                          | Mark Katsonga Jacob Mbunge        | PPM                      | 15 830    | 0,30  |
|                          | John Chisi William Tayub          | UP                       | 12 048    | 0,23  |
|                          | George Nnesa Sylvester Chabuka    | TA                       | 11 042    | 0,21  |
|                          | James Nyondo Ethel Changa         | NSF                      | 10 623    | 0,20  |
|                          | Hellen Singh Chrissy Tembo        | UIP                      | 9 668     | 0,18  |
|                          | Friday Jumbe Joseph Kubwalo       | LP                       | 8 819     | 0,17  |
|                          | Davis Katsonga Godfrey Matenganya | CCP                      | 7 454     | 0,14  |
|                          |                                   |                          |           |       |
| Votes valides            | Votes valides                     | Votes valides            | 5 228 583 | 98,93 |
| Votes blancs et nuls     | Votes blancs et nuls              | Votes blancs et nuls     | 56 695    | 1,07  |
| Total                    | Total                             | Total                    | 5 285 278 | 100   |
| Abstention               | Abstention                        | Abstention               | 2 185 528 | 29,25 |
| Inscrits / participation | Inscrits / participation          | Inscrits / participation | 7 470 806 | 70,75 |

## Suites

Candidat arrivé en tête par district.

Le 24 mai 2014, la présidente sortante Joyce Banda annule la présidentielle. Invoquant des irrégularités dont son adversaire Peter Mutharika serait responsable, il est également avancé que les premiers résultats sortis des urnes la donneraient largement distancée. Si la Constitution lui permet d'user de ce pouvoir, elle a l'obligation d'organiser un nouveau scrutin dans les 90 jours. Le 31 mai, elle accepte sa défaite et Mutharika prend ses fonctions.